# Frigiano
Il Frigiano (Frijanu in dialetto), o Rio di Frigiano è un fiume a carattere torrentizio di 13 km che scorre comuni di Castelsardo e Tergu (SS).

## Corso del fiume
Nasce a 428 m sul monte Cabaddali (Tergu) con il nome di rio Toltu e sfocia nel Golfo dell'Asinara a Castelsardo.